# 전주기계탄소기술원
전주기계탄소기술원(全州機械炭素技術院, Jeonju Institute of Machinery and Carbon Composites ; JMC)은 신기술 개발, 국가 연구개발과제 수주, 중소기업 애로기술 선도 등 기술력을 바탕으로 우수기업을 유치하여 전북권 지역경제 활성화에 기여하기 위해 설립된 전주시청 산하 재단법인이다. 전라북도 전주시 덕진구 반용로 110-11번지에 위치하고 있다.

## 설립 근거
- 전주시기계탄소기술원 설치 및 운영 조례

## 연혁
- 1999년 10월 전북지역산업진흥계획 수립 제출 (지식경제부)
- 2000년 9월 전북지역 기계산업육성 방안 용역계획 수립
- 2002년 5월 재단법인 전주기계산업리서치센터 창립 총회
- 2002년 9월 센터장 선출 (전북대학교 강신재교수)
- 2002년 11월 기계산업리서치센터설치 및 운영조례 제정 (전주시청)
- 2002년 12월 전북 지역산업 육성을 위한 운영조례 제정
- 2003년 2월 재단법인 전주기계산업리서치센터 설립 허가 (지식경제부)
- 2003년 3월 법인 설립등기
- 2004년 11월 기계산업리서치센터 건축 완공
- 2006년 12월 전주도시첨단산업단지 생산시설확충사업 완공 (3개동, 150평)
- 2007년 12월 탄소섬유생산시스템 기반구축 완료 (소재성형동 및 장비구축 완료)
- 2008년 6월 복합기술지원동 완공 및 센터 이전
- 2008년 10월 전주기계탄소기술원으로 법인명칭 변경 승인
- 2009년 1월 전주기계탄소기술원 개원식

## 조직

### 전주기계탄소기술원장
- 전략기획실

##### 연구개발본부
- 탄소밸리사업단
- 융합기술부품사업단
- 항공기부품사업단
- 국제협력사업단
- 사업화지원단

##### 경영기획본부
- 경영지원단
- 기업성장지원단